# Wan Tan

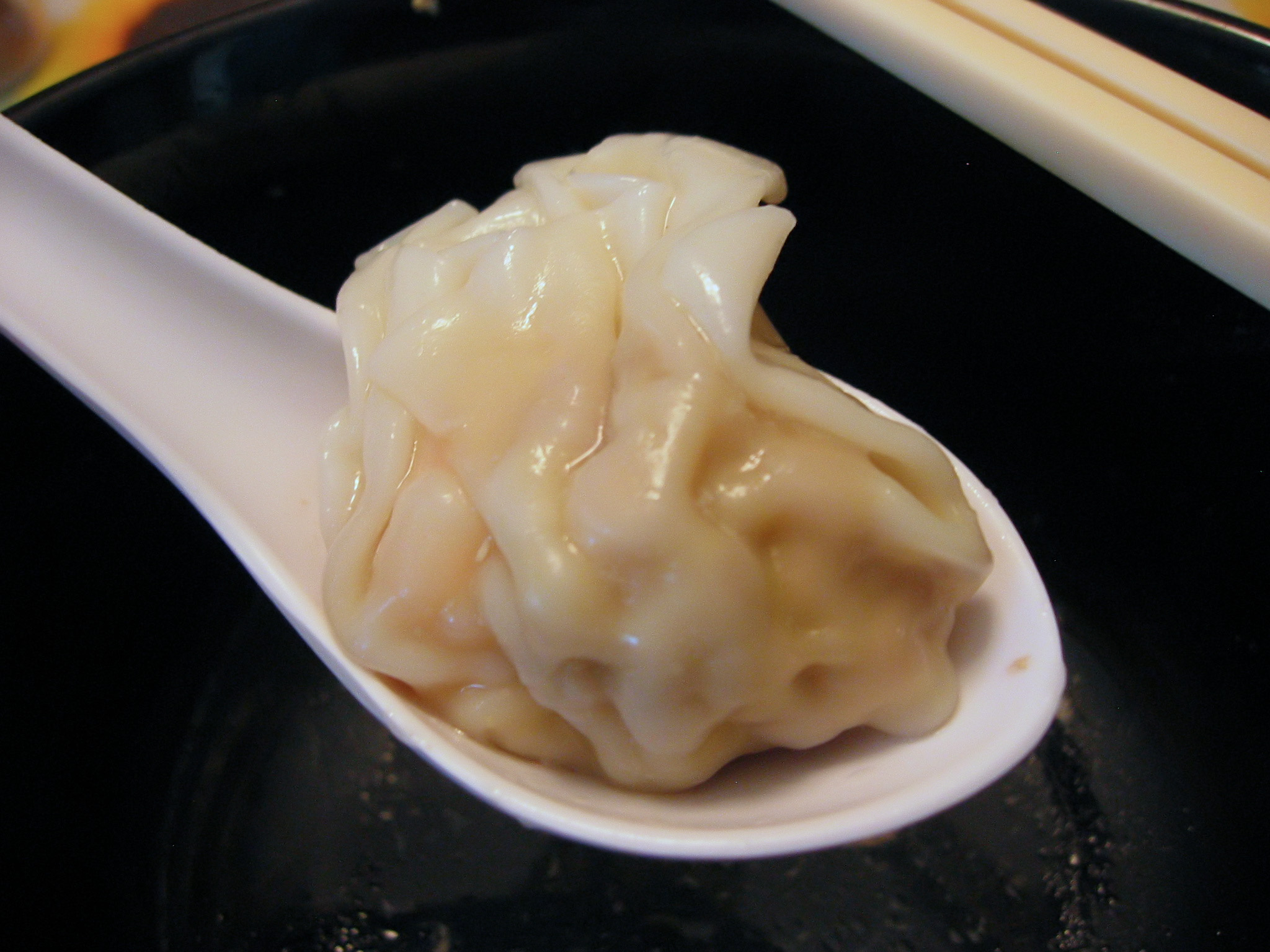
Wan Tan – Huntun
nach kantonesischer Art

Wan Tan, auch Wantan oder Huntun (chinesisch 餛飩 / 馄饨, Pinyin húntun, Jyutping wan4tan1, kantonesisch wɐn4tɐn1ⓘ, englisch Wonton, Wunton) sind Teigtaschen aus der chinesischen Küche (→ Dim Sum). Die allgemein populäre Schreibweise „Wan Tan“ hat ihren Ursprung im Kantonesischen und spiegelt die Verwendung englischer Schreibkonvention wider (engl. Wonton), während die Bezeichnung „Huntun“ hingegen sich aus dem Hochchinesischen ableitet.

## Bezeichnungen

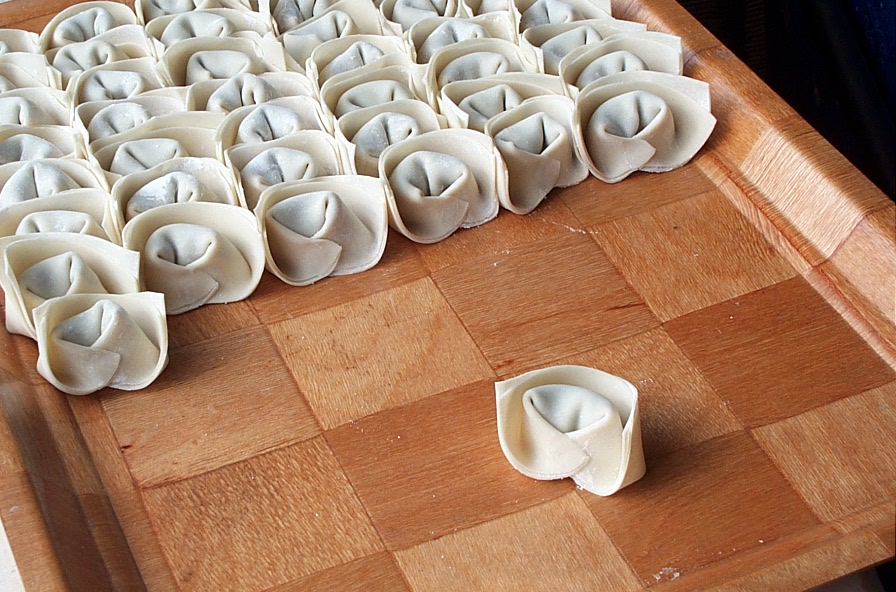
Bianshi, also Wan Tan (Huntun)
in Schiffchenform – Yuanbao-Form

Der Begriff Chausou (抄手,  chāoshǒu „Hände verschränken“, „Hände in die Ärmel stecken“), eine im Westen eher selten zu findende Bezeichnung für Wan Tan oder Huntun, stammt aus dem Sichuan-Dialekt. Ein bekanntes Gericht der Sichuanküche ist z. B. Chausou in Chiliöl nach Sichuan-Art (红油抄手,  hóngyóu chāoshǒu – „Chaosou, also Huntun nach Sichuan-Art, in rotem Öl“). Im lokalen Sprachraum des Peking-Dialekts in Nordchina und des Min Nan in Südostchina bzw. Taiwan ist weiterhin der Begriff Bianshi (扁食,  biǎnshí, Pe̍h-ōe-jī pián-sit) für Wan Tan zu finden, der jedoch im Hochchinesischen gleichzeitig für „teigtaschenähnliche Mehlspeise“ wie Jiaozi steht. Der gängige Begriff Pangsit für Wan Tan in bestimmten südostasiatischen Ländern wie Indonesien wurde vermutlich durch dortig niedergelassene minnansprachige Auslandschinesen geprägt oder bekannt gemacht.
Die alternative Schreibung als Schriftzeichen für Wan Tan „云吞“ ist eine inoffizielle homophone Schreibweise im Kantonesischen zur korrekten Rechtschreibung „馄饨“ (Pinyin húntun, Jyutping wan4tan1) im Chinesischen. Sie wird meist nur im kantonesischen Sprachraum, Hongkong und Macau verwendet. Durch kantonesische Auslandschinesen fand diese Schreibung auch Eingang in die japanische Sprache (jap. ワンタン, Kanji 雲呑).

## Zutaten und Zubereitung
Wan Tan sind Taschen aus Weizennudelteig, die eine Füllung aus Fleisch (meist Schweinefleisch, manchmal Geflügelfleisch, selten Rindfleisch), Meeresfrüchten (meist Fisch, Garnelen, selten Abalone) sowie weiteren Zutaten, wie Gemüse (z. B. Pak Choi, Schnittknoblauch, Hirtentäschelkraut), Pilzen (z. B. Shiitakepilz) und anderem Kleingehackten, enthalten.
Zur Herstellung der Wan Tan werden die Zutaten für die Füllung zerkleinert, zusammen vermengt, gewürzt und vorgegart. Anschließend wird die Füllung mit Teigblättern umhüllt. Die Wan-Tan-Teigblätter aus Weizennudelteig werden entweder industriell vorgefertigt oder aus selbstgeknetetem Teig von Hand hergestellt. Teigblätter für Wan Tan sind im Vergleich zu Jiaozi-Teigblättern relativ dünn. Sie sind meist quadratisch und haben eine Seitenlänge von etwa sechs Zentimeter. Als regionale Spezialität haben Wan Tan in China nicht nur unterschiedliche Namen. Sie können je nach Region unterschiedliche Formen haben. Je nach Technik können so rundliche, halbrunde, dreieckige oder schiffchenähnliche Wan Tan geformt werden.
Bei der Zubereitung werden die Wan Tan entweder in einem Dampfbad in Körbchen oder in einer heißen Brühe bzw. heißem Wasserbad fertig gegart, anschließend in einem Körbchen serviert oder einer Suppe beigegeben, der Wan-Tan-Suppe.
Auf europäischen Speisekarten erscheinen sie gelegentlich frittiert in der Variante als „(aus-)gebackene Wan Tan“ und werden meist mit süß-saurer Soße serviert, die in der indonesischen Küche Pangsit Goreng heißt. Beliebt ist auch die alternative Zubereitung von Wan Tan mit Nudeln zusammen. Als Nudelgericht kann es unterschieden werden als Nudelsuppe oder Nudeln mit Soße. Populär ist die Wan-Tan-Nudelsuppe, die regional in Taiwan als Biansi-Nudelsuppe bezeichnet wird.

Prozess der Zubereitung für Wan Tan
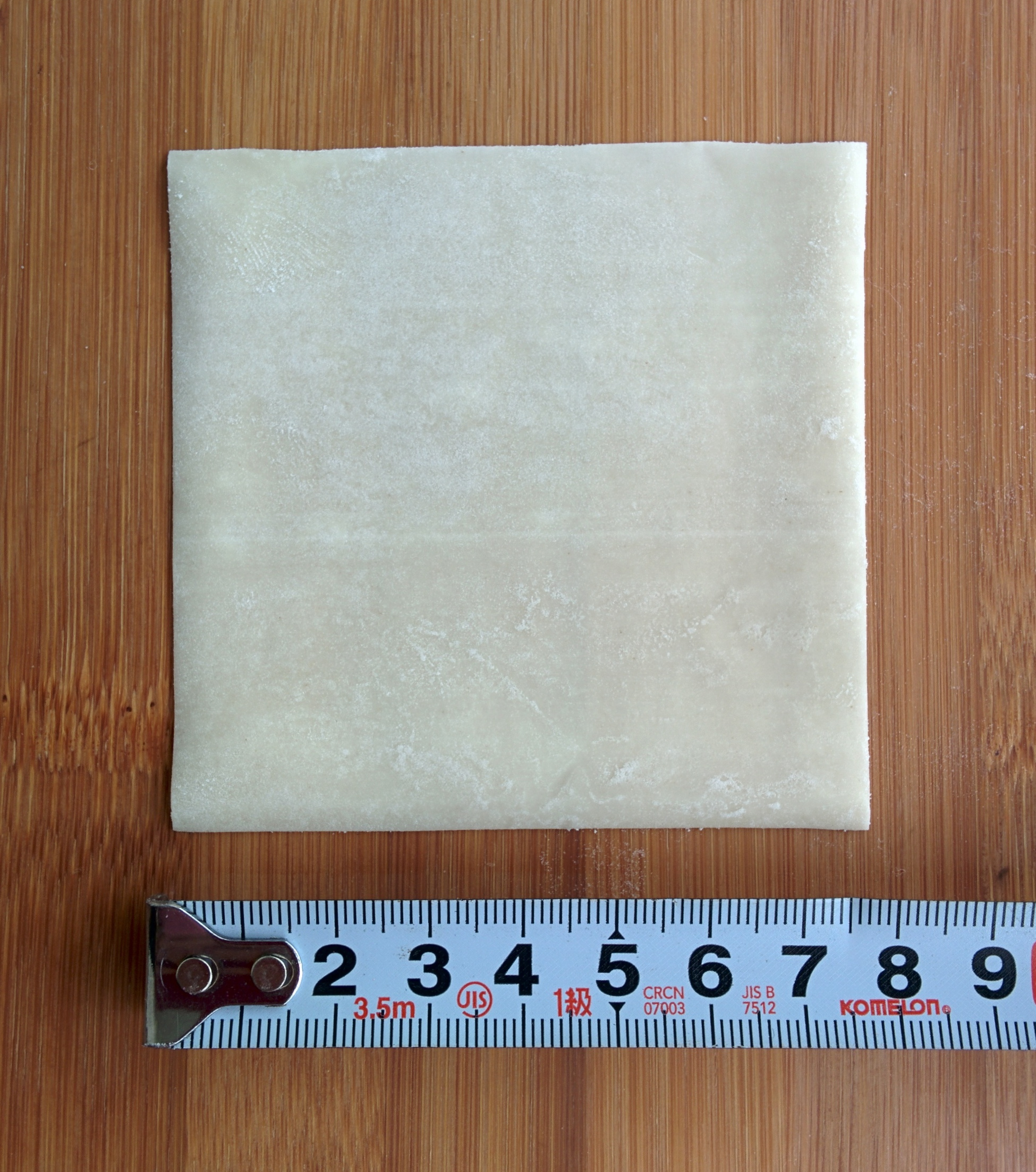
Teigblätter für Wan Tan
- Vorbereitung (Video)
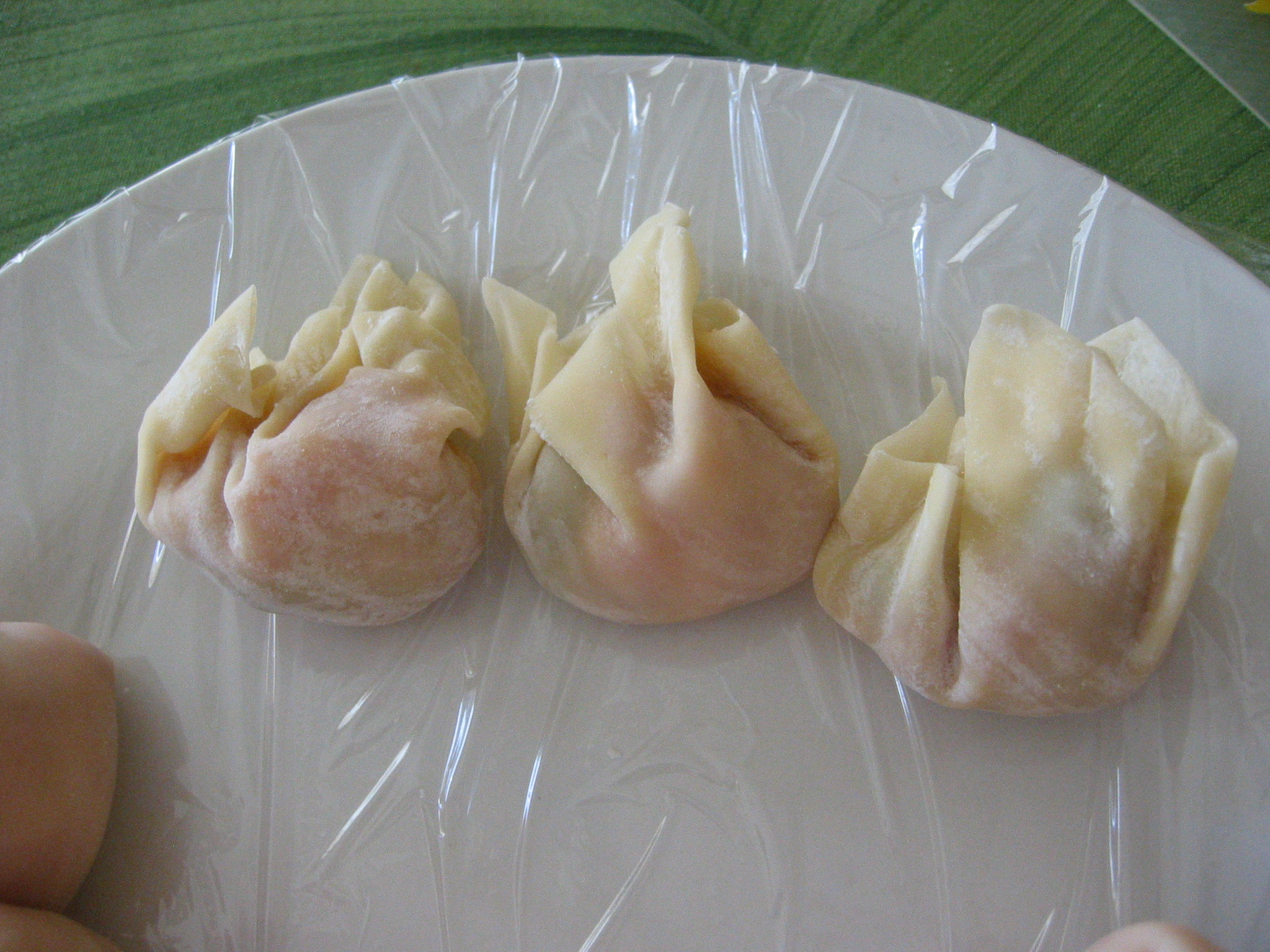
Rohe Wan Tan
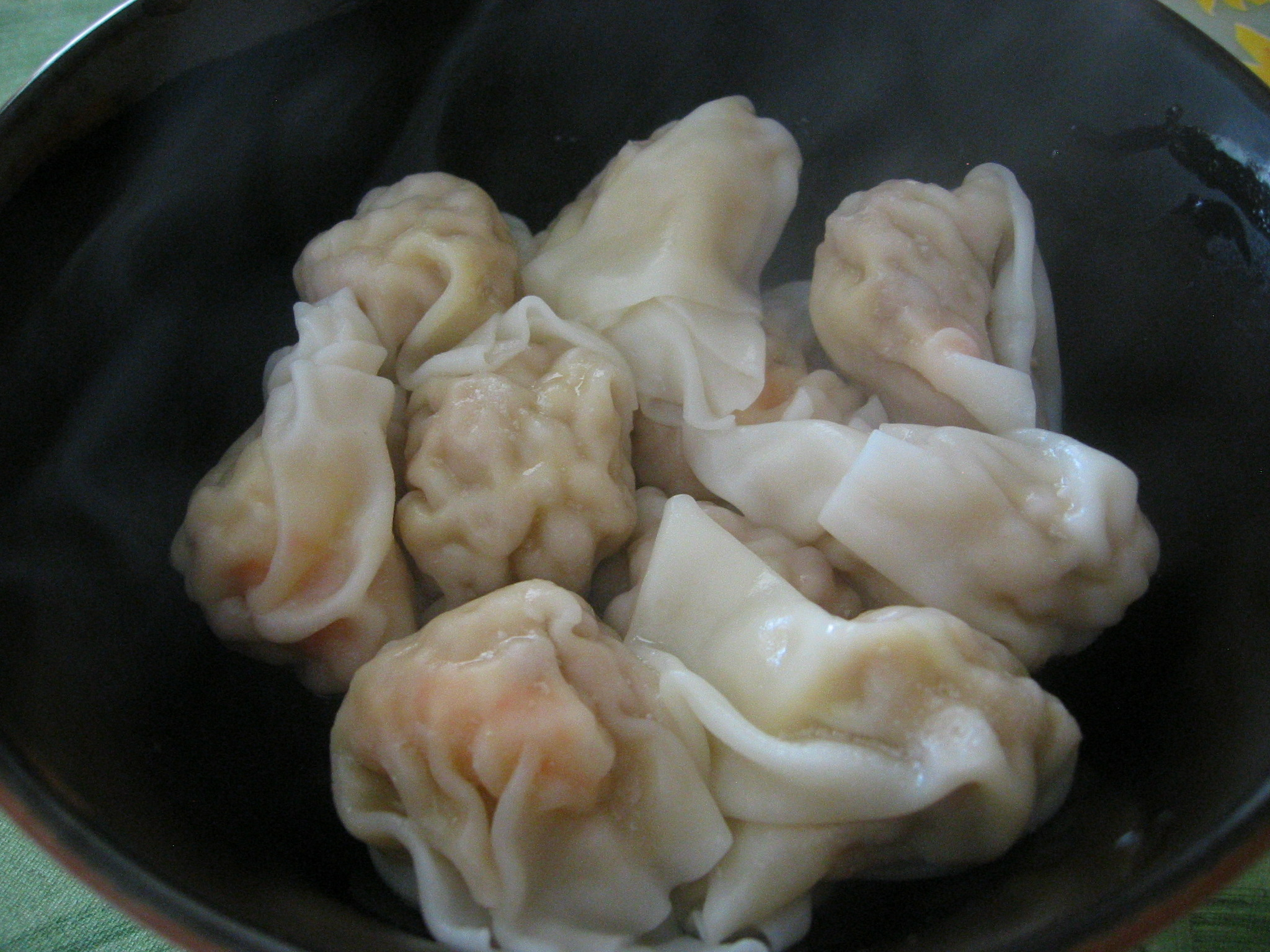
Gekochte Wan Tan
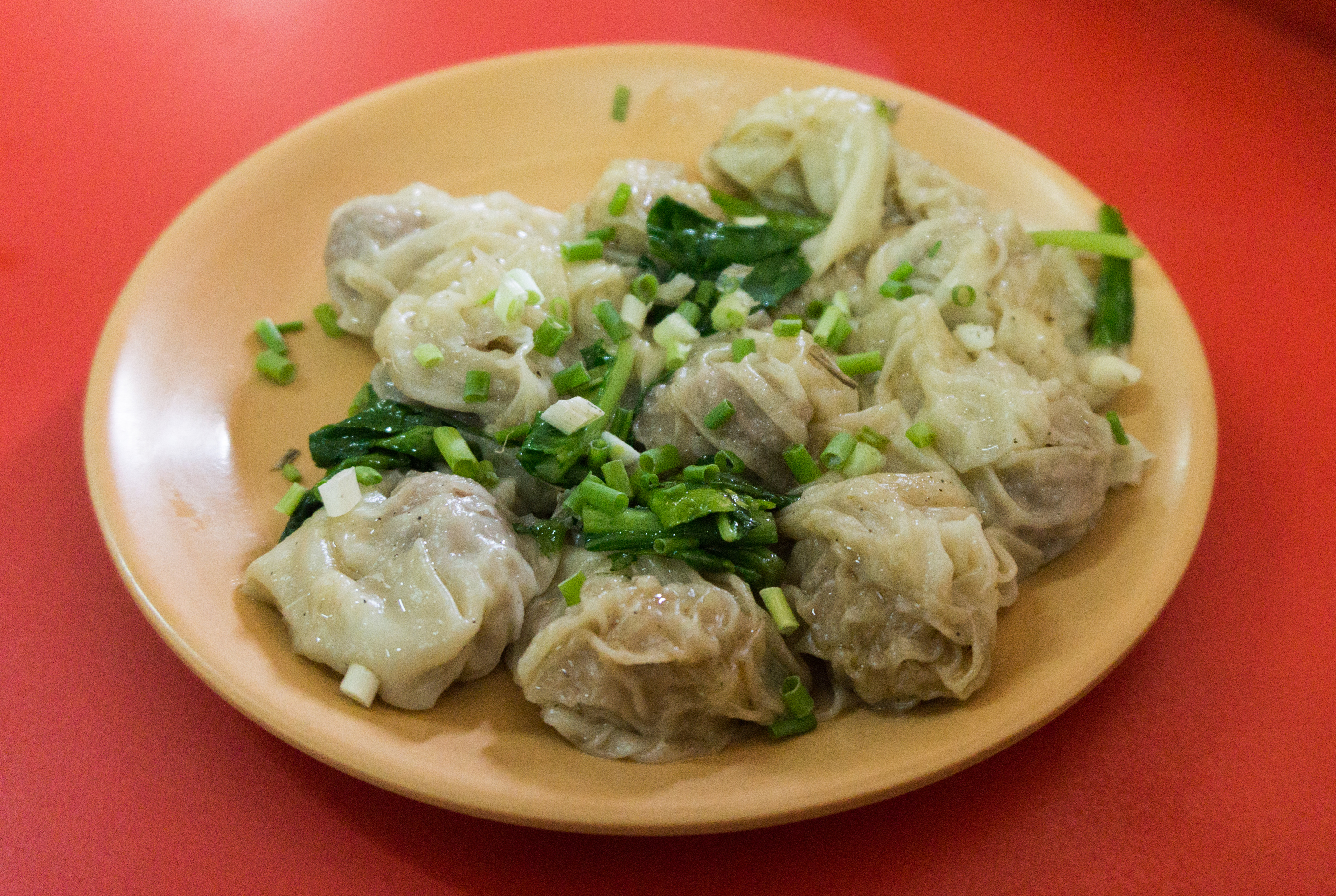
Gedämpfte Wan Tan
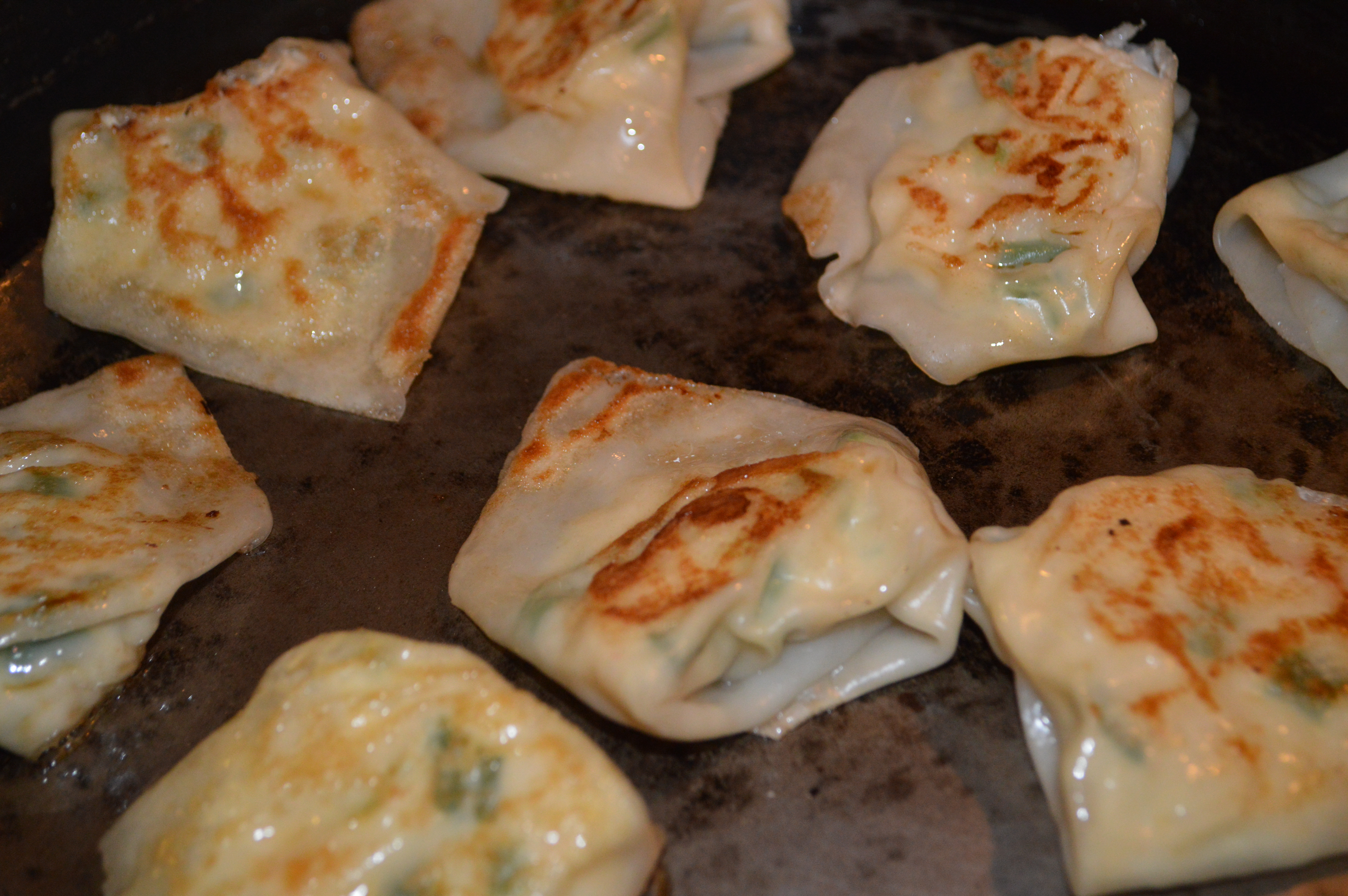
Angebratene Wan Tan
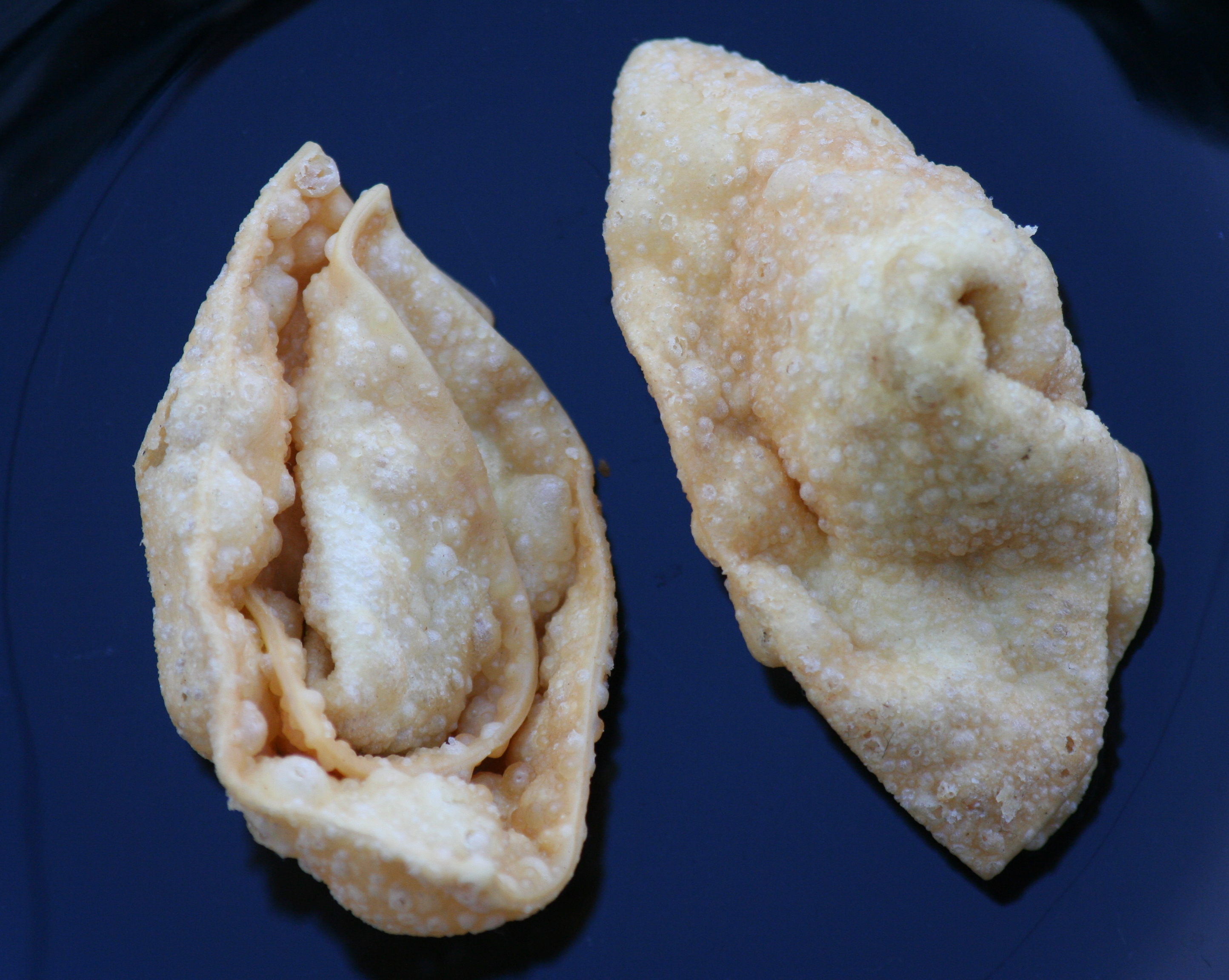
Frittierte Wan Tan